# Station Arjawinangun
Station Arjawinangun is een  spoorwegstation in Jungjang, Arjawinangun, Cirebon in de Indonesische provincie West-Java.

## Bestemmingen
- Cirebon Ekspres naar Station Cirebon en Station Gambir
- Tegal Arum naar Station Tegal en Station Jakarta Kota